# Bacino idrico Tittesworth
Il bacino idrico Tittesworth è un serbatoio di stoccaggio presso Leek, nello Staffordshire.

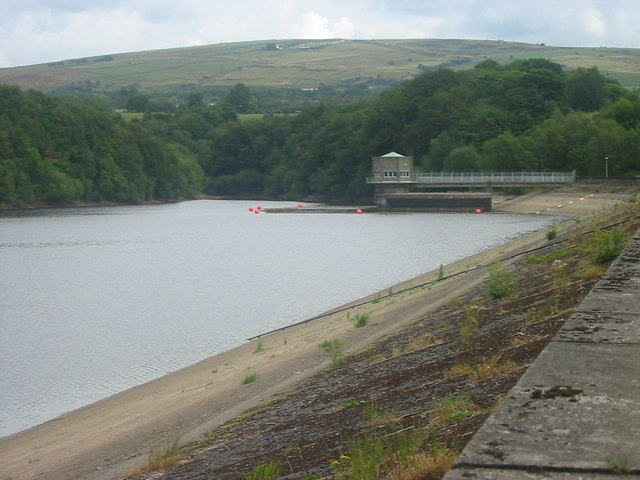
Vista della diga

Il bacino, e il trattamento delle acque associato sono di proprietà della Severn Trent Water. Il centro visitatori contiene un ristorante ed un piccolo negozio. Sentieri tracciati intorno al perimetro possono essere seguiti per visitare il paesaggio dominato dal Roaches, un sensazionale deposito di arenaria.